# Liste de consulats en Guadeloupe
La liste de consulats en Guadeloupe désigne la liste des différentes représentations diplomatiques en Guadeloupe c'est-à-dire présentes dans le département français de la Guadeloupe.

## Liste
- Consulat général d'Haïti : 12, rue Schœlcher, Pointe-à-Pitre.
- Consulat général de République dominicaine : 12, rue Henri-Becquerel Z.I de Jarry, Baie-Mahault.
- Consulat honoraire de Belgique : Immeuble Mirabel no 16 Zone commerciale d'Orvilles Dalciat, Baie-Mahault[2].
- Consulat honoraire du Brésil : C/o IMMOVITAL - Rue de l’Industrie, ZI de Jarry, Baie-Mahault.
- Consulat honoraire de Dominique : 21, rue Gambetta, Pointe-à-Pitre.
- Consulat honoraire d'Italie : 71, boulevard Amédée-Clara, Le Gosier.
- Consulat honoraire des Pays-Bas : Morne les Amandiers, Les Abymes.
- Consulat honoraire de Tchéquie : 19 Convenance's Gate, Baie-Mahault.
- Consulat honoraire du Royaume-Uni : 50, rue Achille René Boisneuf, Pointe-à-Pitre.
- Consulat honoraire de Syrie : ZAC de Sergent, Le Moule[3].